# Storbergstjärnen, Norrbotten
Storbergstjärnen är en sjö i Överkalix kommun i Norrbotten och ingår i Kalixälvens huvudavrinningsområde. Sjön har en area på 0,0736 kvadratkilometer och ligger 59 meter över havet.

## Delavrinningsområde
Storbergstjärnen ingår i det delavrinningsområde (738289-180851) som SMHI kallar för Ovan VDRID = Kvarnbäcken i Ängesåns vattendragsyta. Medelhöjden är 63 meter över havet och ytan är 7,18 kvadratkilometer. Räknas de 407 avrinningsområdena uppströms in blir den ackumulerade arean 6 615,99 kvadratkilometer. Ängesån (Liinajoki) som avvattnar avrinningsområdet har biflödesordning 2, vilket innebär att vattnet flödar genom totalt 2 vattendrag innan det når havet efter 80 kilometer. Avrinningsområdet består mestadels av skog (75 procent). Avrinningsområdet har 0,49 kvadratkilometer vattenytor vilket ger det en sjöprocent på 6,8 procent.